# Saslutschne
Saslutschne (ukrainisch Заслучне; russisch Заслучное Saslutschnoje, polnisch Wolica Jodko) ist ein Dorf im Zentrum der ukrainischen Oblast Chmelnyzkyj mit etwa 900 Einwohnern.

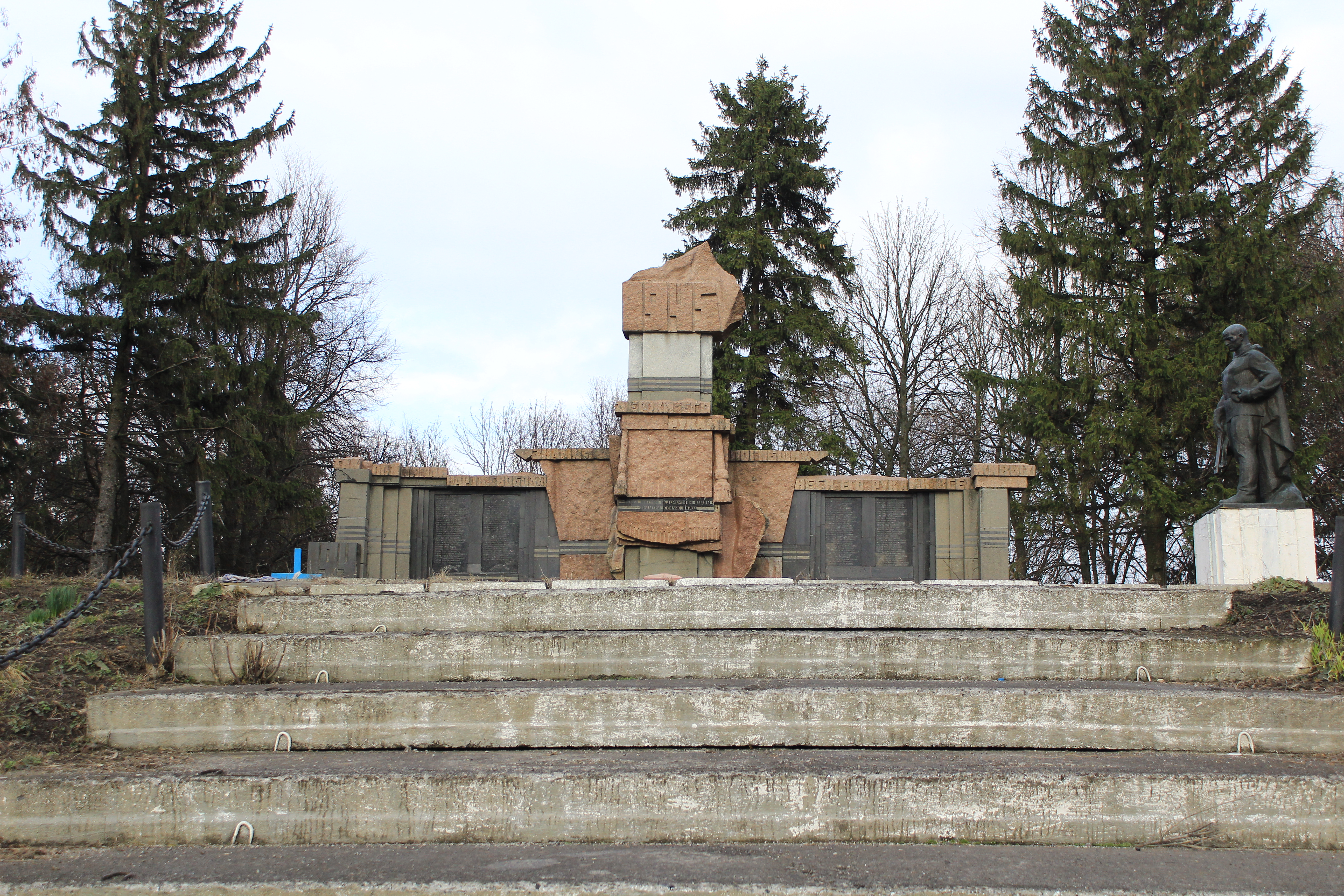
Denkmal im Ort

Das Dorf wurde 1583 zum ersten Mal schriftlich erwähnt und liegt an einem Zufluss des Slutsch, 31 Kilometer nordwestlich der Rajonshauptstadt und Oblasthauptstadt Chmelnyzkyj, die ehemalige Rajonshauptstadt Krassyliw liegt 14 Kilometer östlich des Ortes. Bis zum 4. Juni 1945 trug der Ort den ukrainischen Namen Wolyzja-Jodko (Волиця-Йодко).

## Verwaltungsgliederung
Am 16. April 2019 wurde das Dorf zum Zentrum der neugegründeten Landgemeinde Saslutschne (Заслучненська сільська громада/Saslutschnenska silska hromada). Zu dieser zählen auch die 13 in der untenstehenden Tabelle aufgelisteten Dörfer, bis dahin bildete es zusammen mit den Dörfern Pyssariwka, Slobidka-Tscherneliwska und Switle die gleichnamige Landratsgemeinde Saslutschne (Заслучненська сільська рада/Saslutschnenska silska rada) im Westen des Rajons Krassyliw.
Am 12. Juni 2020 kamen noch die 7 Dörfer Jucht, Kotjurschynzi, Mali Sosulynzi, Markiwzi, Nowosilka, Pidlissja und Welyki Sosulynzi zum Gemeindegebiet.
Am 17. Juli 2020 kam es im Zuge einer großen Rajonsreform zum Anschluss des Rajonsgebietes an den Rajon Chmelnyzkyj.
Folgende Orte sind neben dem Hauptort Saslutschne Teil der Gemeinde:
| Name                     | Name                  | Name                                              |
| ukrainisch transkribiert | ukrainisch            | russisch                                          |
| ------------------------ | --------------------- | ------------------------------------------------- |
| Dworyk                   | Дворик                | Дворик (Dworik)                                   |
| Hlibky                   | Глібки                | Глебки (Glebki)                                   |
| Howory                   | Говори                | Говоры (Gowory)                                   |
| Jucht                    | Юхт                   | Юхт                                               |
| Kalyniwka                | Калинівка             | Калиновка (Kalinowka)                             |
| Kotjurschynzi            | Котюржинці            | Котюржинцы (Kotjurschynzi)                        |
| Koscheliwka              | Кошелівка             | Кошелевка (Koschelewka)                           |
| Mala Klitna              | Мала Клітна           | Малая Клетна (Malaja Kletna)                      |
| Mali Sosulynzi           | Малі Зозулинці        | Малые Зозулинцы (Malyje Sosulinzy)                |
| Markiwzi                 | Марківці              | Марковцы (Markowzy)                               |
| Nowosilka                | Новосілка             | Новосёлка (Nowosjolka)                            |
| Pidlissja                | Підлісся              | Подлесье (Podlessje)                              |
| Pyssariwka               | Писарівка             | Писаревка (Pissarewka)                            |
| Switle                   | Світле                | Светлое (Swetloje)                                |
| Slobidka-Tscherneliwska  | Слобідка-Чернелівська | Слободка-Чернелевская (Slobodka-Tschernelewskaja) |
| Trudowe                  | Трудове               | Трудовое (Trudowoje)                              |
| Welyka Klitna            | Велика Клітна         | Великая Клетна (Welikaja Kletna)                  |
| Welyki Sosulynzi         | Великі Зозулинці      | Великие Зозулинцы (Welikije Sosulinzy)            |
| Werbiwka                 | Вербівка              | Вербовка (Werbowka)                               |
| Wolyzja Druha            | Волиця Друга          | Волица Вторая (Woliza Wtoraja)                    |